# Zamieszki we Lwowie (1929)
Zamieszki we Lwowie w 1929 roku znane również jako klocjada – rozruchy i protesty na tle antysemickim i antyrządowym, które miały miejsce we Lwowie w dniach 2–12 czerwca 1929 roku.
Przyczyną zamieszek było rzekome zakłócenie procesji Bożego Ciała przez uczennice żydowskiego gimnazjum (2 czerwca). Obóz narodowy wykorzystał ten incydent do wywołania wystąpień antysemickich. Następnego dnia tłumy manifestantów, wśród których przeważali studenci lwowskich uczelni, zaatakowały obiekty należące do mniejszości żydowskiej. Zdecydowana reakcja władz sanacyjnych, które reprezentował starosta grodzki Aleksander Klotz, wywołała ferment w środowisku studenckim i spowodowała, że w kolejnych dniach zamieszki przybrały charakter antyrządowy. Na lwowskich uczelniach odbył się strajk studencki. Wydarzenia te odbiły się szerokim echem w całej Polsce, odnotowano je również poza jej granicami. Od nazwiska starosty Klotza zamieszki ochrzczono mianem „lwowskiej klocjady”.
„Klocjada” była jedną z pierwszych radykalnych akcji antysemickich przeprowadzonych przez Młodzież Wszechpolską i powiązane z nią nacjonalistyczne organizacje studenckie.

## Incydent w czasie procesji

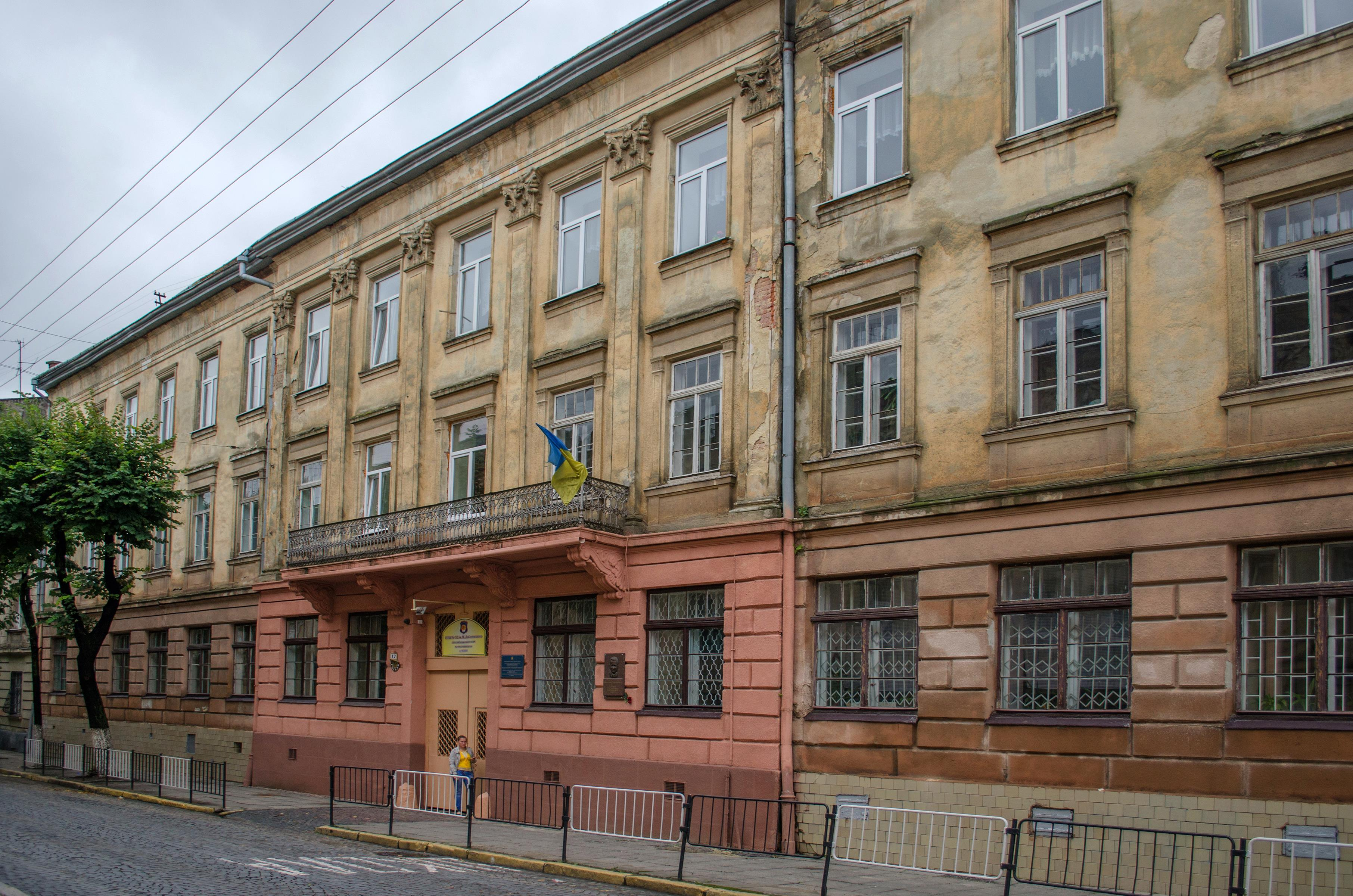
Gmach przy ul. Gogola 17 (przed wojną ul. Zygmuntowska), w którym mieściło się Gimnazjum Żeńskie Żydowskiego Towarzystwa Szkoły Ludowej i Średniej

W okresie międzywojennym we Lwowie dużym poparciem cieszyły się stronnictwa i organizacje obozu narodowego. Szczególną popularność zyskały one w środowisku studenckim. W ocenie Grzegorza Mazura na przełomie lat 20. i 30. pozycja Młodzieży Wszechpolskiej na Uniwersytecie Jana Kazimierza była „nieprawdopodobnie silna”. Od końca lat 20. lwowscy Wszechpolacy podejmowali liczne akcje o charakterze antysemickim lub antyukraińskim, nierzadko kończące się ulicznymi starciami i aktami przemocy.
W niedzielę 2 czerwca 1929 roku, w czasie oktawy Bożego Ciała, tradycyjna procesja wyszła z kościoła św. Anny. Prowadził ją proboszcz tamtejszej parafii, ks. kanonik Wincenty Rokicki. Gdy procesja znalazła się na skrzyżowaniu ulic Zygmuntowskiej (ob. Gogola) i Gródeckiej, z okien Gimnazjum Żeńskiego Żydowskiego Towarzystwa Szkoły Ludowej i Średniej dobiegły hałasy, opisywane w źródłach jako „gwizdy i okrzyki”. Jak podawał wydany kilka dni później urzędowy komunikat, uczestnicy uroczystości usłyszeli także „refren frywolnej piosenki kabaretowej”. W rezultacie kilkanaście osób idących na końcu procesji, przeważnie kobiet, wdarło się do budynku i obrzuciło obelgami nauczycielki i uczennice. Po zakończeniu procesji pod budynkiem zebrał się tłum, eskalacji zapobiegła jednak interwencja policji.
Zgromadzeni zarzucili uczennicom, że rozmyślnie zakłóciły przebieg procesji, opluwając, obrzucając kamieniami i oblewając wodą jej uczestników. Główną oskarżycielką była jedna z mieszkanek sąsiedniej posesji, pozostająca w konflikcie z władzami gimnazjum. Obecny na miejscu funkcjonariusz policji sporządził raport, w którym przychylił się do wersji oskarżycieli, uznając za dowód jej prawdziwości obite ściany i brak tynku na podłodze gimnazjum.
Komendant Policji Państwowej we Lwowie, nadkomisarz Aleksander Reszczyński, zarządził szczegółowe dochodzenie. Obaliło ono zarzut, jakoby żydowskie uczennice dopuściły się rozmyślnej obrazy uczuć religijnych katolików. Ustalono, że w czasie gdy procesja przechodziła pod oknami gimnazjum, trwała tam przerwa międzylekcyjna, czym tłumaczyć można głośne rozmowy i śpiewy. W dodatku pod jedną z uczennic, która obserwowała procesję z okien drugiego piętra, złamało się krzesło, co spowodowało niespodziewany hałas. O tym, iż incydent nie miał poważnego charakteru, świadczył także fakt, że ks. Rokicki doprowadził procesję do końca, a pogłoski o rzekomej prowokacji dotarły do niego dopiero po jej zakończeniu. W tygodniowym sprawozdaniu wydziału bezpieczeństwa publicznego Urzędu Wojewódzkiego we Lwowie, datowanym na 8 czerwca, odnotowano, że o ile policja ustaliła, iż uczennice zachowały się „zbyt hałaśliwie”, o tyle twierdzenia o celowym zakłóceniu procesji uznać należy za „wymysł kobiet z ludu na podkładzie fanatyzmu religijnego”.
Obóz narodowy starał się w tym czasie budować wizerunek rzecznika i obrońcy interesów katolików – rzekomo zaniedbywanych przez rządzącą sanację. Lwowski incydent endecja wykorzystała do sprowokowania zajść antysemickich, licząc, że odzyska w ten sposób polityczną inicjatywę utraconą po zamachu majowym.
Liderzy lwowskiej społeczności żydowskiej zdawali sobie sprawę z zagrożenia. Przebywający za granicą Leon Reich został w trybie pilnym wezwany do powrotu do Lwowa. Pod jego nieobecność dwaj inni prominentni członkowie żydowskiej społeczności: Maurycy Maksymilian Leser i Henryk Rosmarin, uznali, że sprawę należy chwilowo wyciszyć. Udało im się przekonać redaktorów gazet żydowskich, prosanacyjnych i lewicowych, by do czasu zakończenia policyjnego dochodzenia nie publikowali artykułów na temat incydentu. Niemniej w mieście błyskawicznie rozeszła się pogłoska, że żydowskie uczennice rozmyślnie zakłóciły przebieg procesji, obrzucając uczestników odłamkami cegieł i wapna oraz kawałkami chleba. Kluczową rolę zaognieniu sytuacji odegrał lokalny organ prasowy Stronnictwa Narodowego, „Lwowski Kurjer Poranny”, który rankiem 3 czerwca opublikował podburzający artykuł.

## Przebieg

### Wybuch zamieszek
3 czerwca około godziny 11:00 pod gimnazjum przy ul. Zygmuntowskiej zebrał się tłum manifestantów, w którym przeważali studenci. Demonstrujący żądali zamknięcia szkoły. Manifestacja przerodziła się w rozruchy; w oknach gimnazjum wybito kilka szyb, doszło także do napaści na uczniów. W odpowiedzi z okien gimnazjum miano rzucać kamieniami w demonstrantów. Ostatecznie rozruchy stłumiła policja, która rozproszyła tłum i zamknęła kordonem ul. Gródecką. Pewną liczbę osób aresztowano.
Na wezwanie władz delegacja studentów udała się do starostwa grodzkiego. W czasie rozmów delegaci oświadczyli, że jedynym sposobem na uspokojenie nastrojów i zapobieżenie zamieszkom będzie natychmiastowe zamknięcie gimnazjum przy ul. Zygmuntowskiej.
Około 18:00 kilkusetosobowy tłum, w którym ponownie przeważali studenci, zebrał się na pl. Mariackim (ob. Mickiewicza). W obawie przed zamieszkami żydowscy kupcy zaczęli zamykać swoje sklepy, przede wszystkim w rejonie ulic Kazimierzowskiej i Gródeckiej. Około godziny 19:00 około dwustuosobowy tłum, uzbrojony w laski i żelazne pręty, wdarł się do gimnazjum przy ul. Zygmuntowskiej. Napastnicy zdemolowali szkolne pomieszczenia, w tym gabinety naukowe i bibliotekę. Pobili także abiturientów, którzy w tym czasie zdawali maturę, oraz członków komisji egzaminacyjnej.
Około 20:00 doszło do kolejnych napadów na obiekty należące do mniejszości żydowskiej. Tłum, na którego czele stali działacze obozu narodowego, wdarł się do siedziby redakcji i drukarni syjonistycznego pisma „Chwila” przy ul. Podwale, dokonując tam znacznych zniszczeń. Pobito pracowników drukarni, w tym jednego chrześcijanina. Ofiarą napaści padła również redakcja żydowskiego pisma „Morgen” przy ul. Lindego (ob. Liszta). Ponadto manifestanci wybili szyby w oknach dwóch synagog przy ul. Szajnochy (ob. Bankiwska) oraz w kamienicy przy ul. Kościuszki, w której mieściło się Żydowskie Towarzystwo Akademickie „Emunah”.
Około 21:30 zaatakowany został Żydowski Dom Akademicki przy ul. św. Teresy (ob. Metropolity Andrzeja). Napastnicy zniszczyli parkan, wybili wszystkie szyby w oknach oraz zdemolowali część pomieszczeń wewnątrz budynku, w tym kuchnię i jadalnię. Doszło do starć z broniącymi się studentami żydowskimi.
W czasie tych wydarzeń kilkukrotnie interweniowali funkcjonariusze Policji Państwowej, rozpraszając tłum przy użyciu broni białej oraz dokonując aresztowań. Łącznie tego wieczora zatrzymano 42 osoby, w tym 28 studentów Uniwersytetu Jana Kazimierza, Akademii Medycyny Weterynaryjnej i Politechniki Lwowskiej. Jednym z aresztowanych był Teodor Parnicki. Następnego dnia 31 aresztantów oddano do dyspozycji prokuratury i osadzono w więzieniu sądowym przy ul. Kazimierzowskiej.

### Zmiana charakteru protestów

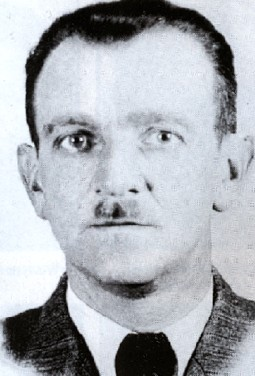
Aleksander Klotz, starosta grodzki we Lwowie w latach 1928–1930

Jeszcze tego samego wieczora, około godziny 22:00, pod siedzibą starostwa grodzkiego zebrał się tłum młodzieży. Do starosty Aleksandra Klotza udała się delegacja z żądaniem uwolnienia aresztowanych studentów. Klotz odmówił przyjęcia delegacji, spotkał się jedynie z dyrektorem kancelarii Uniwersytetu Jana Kazimierza Stanisławem Postępskim. Kategorycznie odmówił zwolnienia aresztantów, których określił mianem „aresztowanych na gorącym uczynku zbrodni łobuzów, bandytów i złodziei”. Zgromadzeni pod starostwem studenci zareagowali okrzykami „hańba!”. Niedługo później na terenie uniwersytetu odbył się wiec w obronie zatrzymanych studentów. Przedstawiciel Senatu UJK podjął w ich sprawie bezskuteczną interwencję u wicewojewody lwowskiego.
4 czerwca na ulice miasta wyszły wzmocnione patrole policyjne. Przed obiektami należącymi do mniejszości żydowskiej wystawiono posterunki, a Dom Akademicki przy ul. Łozińskiego (ob. Hercena) otoczono silnym kordonem policyjnym. Nie doszło do poważniejszych zamieszek, niemniej sytuacja była daleka od uspokojenia. Kilkudziesięcioosobowe grupy studentów krążyły po ulicach, niszcząc szyldy żydowskich przedsiębiorstw i napadając na żydowskich przechodniów. Tego dnia rektorzy lwowskich uczelni podjęli u wojewody Wojciecha Gołuchowskiego bezskuteczną interwencję w sprawie zwolnienia aresztowanych studentów. Wojewoda przyjął także delegację żydowskich parlamentarzystów z Małopolski Wschodniej oraz delegację Egzekutywy Syjonistycznej; obie zapewnił, że sanacyjne władze bezwzględnie potępiają zamieszki.
5 czerwca na ulice Lwowa ponownie wyszły piesze i konne patrole policyjne. Obiekty należące do żydowskich organizacji i instytucji pozostawały pod szczególną ochroną. Wzmocnione posterunki wystawiono także w pobliżu domów akademickich i gmachów uczelnianych. Następnego dnia minister spraw wewnętrznych gen. Felicjan Sławoj Składkowski w rozmowie telefonicznej zapewnił Henryka Rosmarina, że rząd zapewni bezpieczeństwo lwowskim Żydom.
Tymczasem ostre sformułowania Klotza wywołały ferment w środowisku studenckim. Zamieszki – dotychczas rozgrywające się na tle antysemickim – przybrały charakter antysanacyjny. 5 czerwca na wszystkich lwowskich uczelniach rozpoczął się strajk studencki. Protestujący zażądali od wojewody Gołuchowskiego zwolnienia aresztowanych studentów i „satysfakcji” ze strony starosty grodzkiego, który dla młodzieży endeckiej stał się symbolem wroga. Studentom, którzy nie chcieli wziąć udziału w strajku, siłą uniemożliwiano udział w zajęciach.
Tego samego dnia około godziny 19:00 z Domu Akademickiego przy ul. Łozińskiego wyszła manifestacja, w której trakcie studenci ucharakteryzowani na członków konduktu pogrzebowego obwozili na taczkach kłodę drewna („kloc”), mającą symbolizować starostę Klotza. Policja rozproszyła manifestantów, a taczki skonfiskowała. Mniej więcej w tym samym czasie inna grupa studentów powiesiła kłodę drewna na latarni w pobliżu Kawiarni Szkockiej przy pl. Akademickim (ob. prospekt Szewczenki), a gdy zdjęli ją stamtąd policjanci, kolejny „kloc” spalono za pomnikiem Aleksandra Fredry. Ponownie interweniowała policja, rozpraszając tłum i aresztując trzy osoby. Wieczorem na terenie Uniwersytetu Jana Kazimierza odbył się wiec z udziałem 1,5 tys. studentów. Po jego zakończeniu grupy studentów usiłowały zdemolować kawiarnię „De la Paix” na Wałach Hetmańskich (ob. prospekt Swobody), zostały jednak rozproszone przez policję. Zamieszki stłumiono dopiero po 23:00.

### Zamieszki w dniach 6–7 czerwca

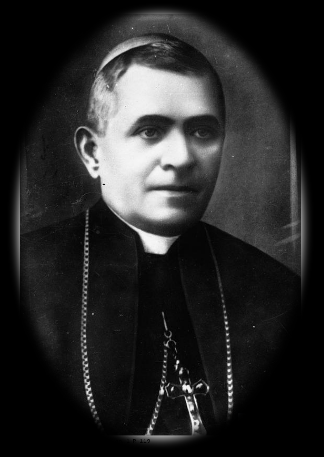
Biskup Franciszek Lisowski

W międzyczasie, przed południem 5 czerwca, bp Franciszek Lisowski przyjął w imieniu abp. Bolesława Twardowskiego dwóch lwowskich rabinów: Leviego Freunda i Jecheskiela Lewina. Rabini wyrazili ubolewanie z powodu zachowania żydowskich uczennic, dementując jednocześnie pogłoski, jakoby celowo zakłóciły one procesję. Biskup oświadczył z kolei, iż postrzega incydent z 2 czerwca wyłącznie jako akt chuligaństwa – nie celowej profanacji. Wyraził jednocześnie ubolewanie z powodu późniejszych antysemickich incydentów, które doprowadziły m.in. do uszkodzenia mienia o wartości kulturalnej. Sprawozdanie z tego spotkania, kładące nacisk na przyjazną atmosferę rozmowy, opublikowało pismo „Chwila”. Opinia publiczna uznała to sprawozdanie za urzędowy komunikat władz, na co lwowska kuria zareagowała bardzo negatywnie. Według Antony’ego Polonskiego niezadowolony z powstałej sytuacji był w szczególności arcybiskup obrządku ormiańskiego Józef Teodorowicz – zdeklarowany zwolennik obozu narodowego.
6 czerwca w nadzwyczajnym wydaniu „Lwowskiego Kurjera Porannego” opublikowano list otwarty do wojewody Gołuchowskiego, podpisany przez biskupów Twardowskiego, Lisowskiego i Teodorowicza, w którym de facto całkowicie zdementowano treść sprawozdania. Biskupi oświadczyli, że żydowska prasa „fałszywie oświetliła” przebieg rozmowy, a Kościół uznaje incydent z 2 czerwca za bezprecedensowe bluźnierstwo („zniewagę świętokradczą w publicznym obchodzie i hołdzie”). Ponadto zaprzeczyli, jakoby bp Lisowski wyraził ubolewanie z powodu zniszczeń dokonanych przez protestujących, oraz skrytykowali fakt, iż „winni prowokacji nie zostali natychmiast surowo ukarani”. Z kolei późniejsze zamieszki uznali za efekt spóźnionej reakcji władz na naruszenie uczuć religijnych katolików.
Część nakładu „Kurjera” została skonfiskowana przez sanacyjną cenzurę, co doprowadziło do kolejnych manifestacji. Wieczorem 6 czerwca do pałacu arcybiskupiego udała się procesja z udziałem około tysiąca studentów, której celem było złożenie podziękowania biskupom za ich list. Przy ul. Ruskiej manifestanci wybili kilkadziesiąt szyb. Gdy procesja znalazła się w pobliżu gmachu Urzędu Wojewódzkiego przy ul. Czarnieckiego (ob. Wynnyczenki), do akcji przystąpiła policja, która rozproszyła tłum. Po pewnym czasie studenci zebrali się jednak ponownie pod pałacem arcybiskupim. Ich delegację przyjął bp Lisowski, który podziękował studentom za przybycie, a społeczeństwu za „solidaryzowanie się z akcją młodzieży w obronie ideałów katolickich”. Wezwał jednocześnie do zachowania spokoju.

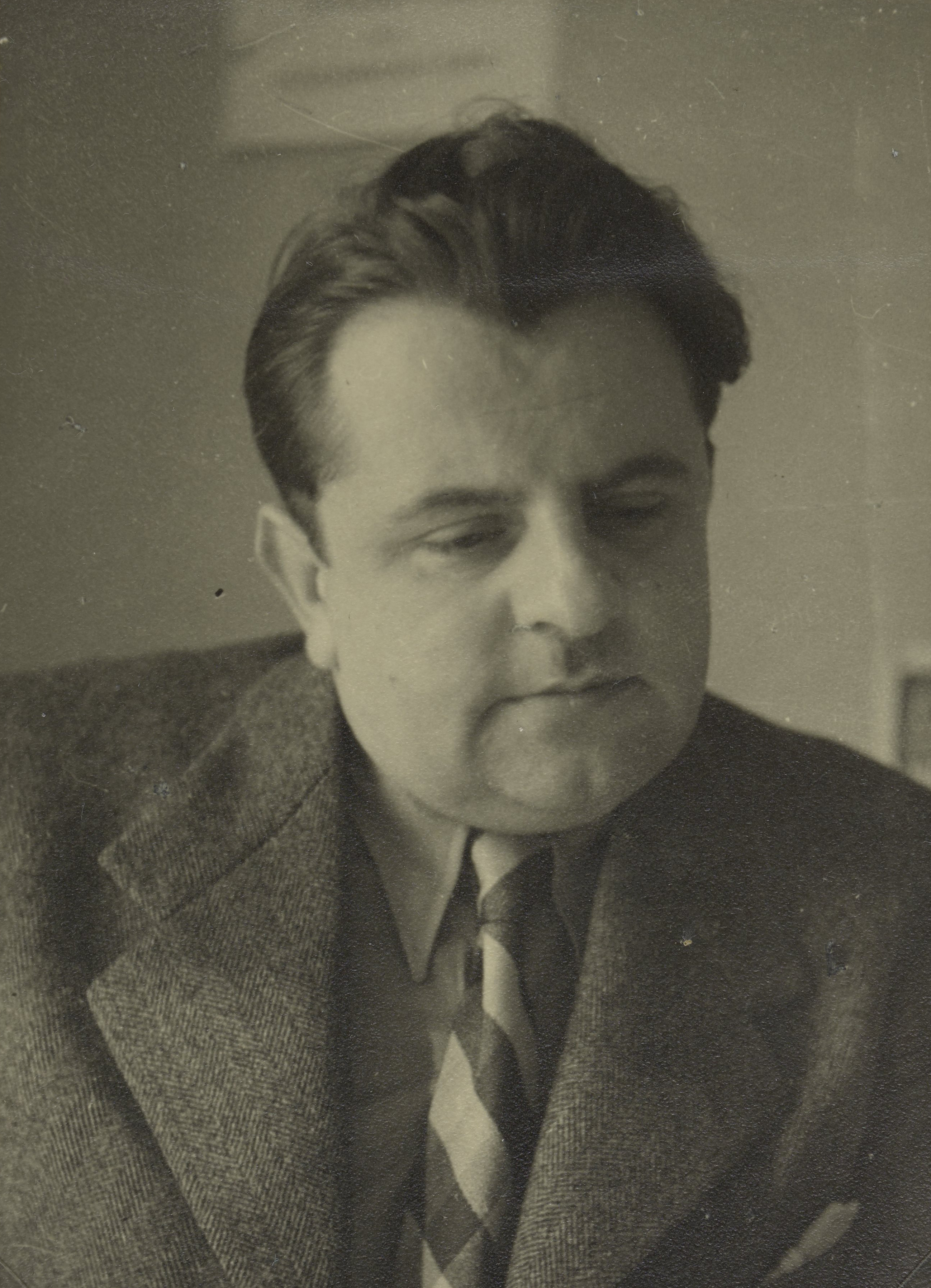
Klaudiusz Hrabyk, prezes Obozu Wielkiej Polski w Małopolsce Wschodniej

Atmosfera na ulicach miasta wciąż była jednak napięta. Jeszcze przed wspomnianą procesją studenci wznieśli pod gmachem politechniki szubienicę z powieszonym kawałkiem drewna. Na ulice miasta wypuszczono również świnię z napisem „kloc”. Inną formą protestu stało się przypinanie zapałek do klap marynarek lub damskich kostiumów. Ponownie interweniowała policja. W nocy z 6 na 7 czerwca przeprowadzono rewizje w mieszkaniach czołowych działaczy lwowskiej endecji, m.in. Władysława Świrskiego i Klaudiusza Hrabyka. Przeszukano także redakcję „Lwowskiego Kurjera Porannego” i „Drukarnię Kresową”.

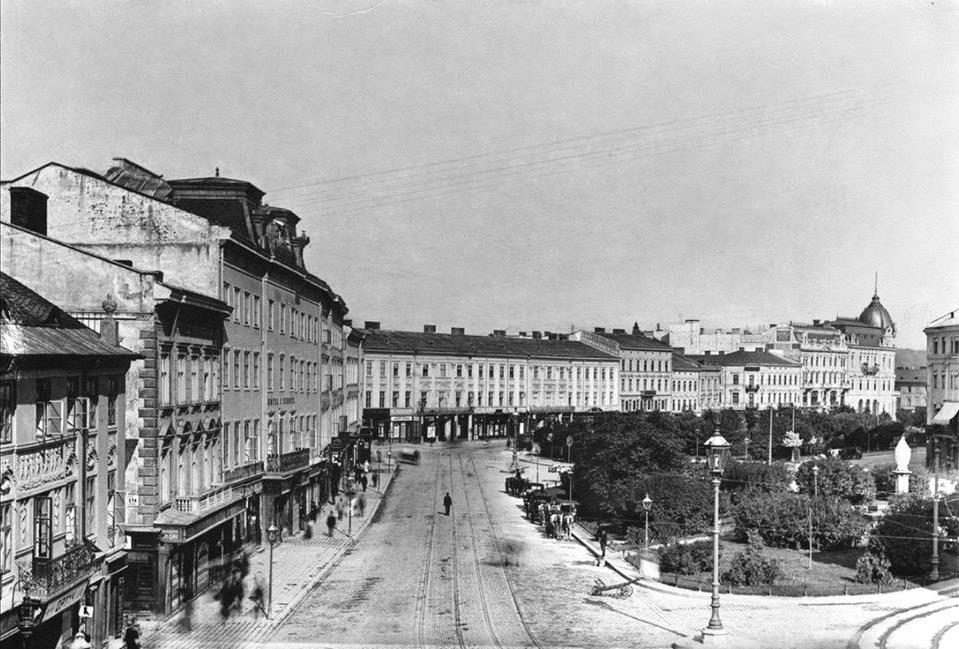
Plac Mariacki (ob. Mickiewicza), gdzie 7 czerwca 1929 rozegrały się starcia studentów z policją konną

7 czerwca we Lwowie pojawił się minister Składkowski. Pod jego przewodnictwem w urzędzie wojewódzkim odbyła się narada, w której udział wzięli m.in. starosta Klotz, nadkomisarz Reszczyński, naczelnik wydziału bezpieczeństwa publicznego Urzędu Wojewódzkiego Bazyli Rogowski, rektorzy lwowskich uczelni, miejscowi sędziowie i prokuratorzy. Składkowski zażądał, aby nie dopuszczono do dalszych ekscesów, oceniając jednocześnie, iż zamieszki wybuchły na skutek prowokacji endecji. Sanacyjne organizacje młodzieżowe przystąpiły do kontrakcji propagandowej, jednakże wobec dominacji prawicy w środowisku studenckim jej skutki okazały się mizerne. W późniejszym raporcie wydziału bezpieczeństwa publicznego znalazły się słowa krytyki pod adresem BBWR za brak poważniejszej kontrakcji wobec działań endecji. Mimo apelu, który tego dnia wystosowali rektorzy i senaty lwowskich uczelni, trwał nadal strajk studencki. Endeckie bojówki obsadzały bramy uczelniane, uniemożliwiając wstęp zarówno studentom żydowskim i ukraińskim, jak i wykładowcom. Dochodziło do przepychanek i bójek.
Tego samego dnia około godziny 18:00 ulicami miasta przeszła procesja ku czci Serca Jezusowego, prowadzona przez lwowskich biskupów. Wzięło w niej udział ok. 20 tys. osób, w tym 2 tys. studentów. Po zakończeniu procesji młodzież odmówiła rozejścia się, doszło do zaciętych walk z policją. Gdy tłum zebrany w rejonie pl. Targów Wschodnich został rozproszony, studenci przeszli do Śródmieścia, gdzie doszło do kolejnych starć. Na pl. Mariackim szarżowała policja konna, rozpraszając manifestantów przy użyciu szabel. Zamieszki udało się stłumić dopiero około 23:00. Rannych zostało co najmniej piętnaście osób, w tym sześciu studentów i czterech policjantów.

### Wygaszenie protestów
Niepokoje w mieście trwały jeszcze kilka dni. 8 czerwca uzbrojeni w laski studenci atakowali na ulicach swoich żydowskich kolegów. Miało także dochodzić do wybijania szyb w oknach żydowskich mieszkań. Tego dnia i w następnych policja intensywnie patrolowała miasto.
8 czerwca na łamach „Lwowskiego Kurjera Porannego” lwowscy biskupi zaapelowali do studentów o przerwanie strajku i zakończenie protestów. Jednocześnie podtrzymali wersję o celowym znieważeniu procesji przez żydowskie uczennice, co miało jakoby wywołać „szlachetne oburzenie” polskiej młodzieży. Tego samego wieczora na politechnice odbył się wiec z udziałem 2 tys. studentów. Przyjęto rezolucję, która zalecała m.in. kontynuację strajku, a nawet jego rozszerzenie na kolejne ośrodki akademickie. Lwowski Komitet Akademicki wezwał jednakże do zaprzestania demonstracji ulicznych, zwracając uwagę, że dołączają do nich przedstawiciele marginesu społecznego oraz komunistyczni agitatorzy. W kolejnych dniach dała się zauważyć tendencja LKA do stopniowego wygaszania strajku.
11 czerwca podczas spotkania z delegacjami studenckimi rektorzy lwowskich uczelni wystosowali apel o przerwanie strajku, ostrzegając jednocześnie że jego dalsze trwanie może doprowadzić do unieważnienia semestru, a nawet całego roku akademickiego. W rezultacie, mimo niezadowolenia części młodzieży – w szczególności studentów UJK, protest został przerwany. 12 czerwca na lwowskich uczelniach zostały wznowione zajęcia. Dwa dni później areszt opuścili ostatni studenci, których zatrzymano w czasie zamieszek.

## Reakcje
Lwowskie zamieszki, które od nazwiska starosty Klotza ochrzczono mianem „klocjady”, odbiły się szerokim echem w całej Polsce. Z inspiracji Młodzieży Wszechpolskiej w innych ośrodkach akademickich, m.in. w Krakowie i Poznaniu, odbyły się wiece studenckie. Przyjmowano rezolucje solidaryzujące się ze studentami lwowskim, żądano również natychmiastowej dymisji starosty Klotza i wystosowania przez władze oficjalnych przeprosin za obrazę studentów, której miał się dopuścić. Studenci Uniwersytetu Jagiellońskiego zażądali ponadto zamknięcia żydowskiego gimnazjum we Lwowie.
Nigdzie poza Lwowem nie zdecydowano się na ogłoszenie strajku studenckiego. Dochodziło natomiast do sporadycznych aktów przemocy. W Poznaniu studenci wybili szyby w oknach miejscowej synagogi, w budynku gminy żydowskiej oraz w licznych żydowskich sklepach. Z kolei w Warszawie wybito szyby w oknach redakcji prorządowego „Kurjera Porannego”. 10 czerwca część organizacji studenckich wydała deklarację potępiającą stosowanie przemocy, jednakże ze względu na fakt, iż wśród sygnatariuszy znajdowały się także organizacje o centrowej i centroprawicowej orientacji, w jej tekście de facto zrównano postawę nacjonalistów polskich i żydowskich.
Prasa katolicka podtrzymywała wersję o „szarganiu świętości” przez młodzież żydowską. Zamieszki potępiła natomiast prasa sanacyjna, która zwracała uwagę, że w rażący sposób złamano prawo, a jednocześnie narażono na szwank wizerunek Polski na arenie międzynarodowej. Z kolei prasa socjalistyczna w obawie przed utratą społecznego poparcia nie zajęła zdecydowanego stanowiska.
Społeczność żydowska z aprobatą przyjęła stanowczą reakcję władz na przemoc stosowaną przez zwolenników endecji.
Lwowskie zamieszki zbiegły się w czasie z posiedzeniem Ligi Narodów poświęconym sprawom mniejszości narodowych. Sowiecka i niemiecka prasa wykorzystały ten fakt do przeprowadzenia ataków na Polskę. W Paryżu zdominowana przez komunistów Międzynarodowa Liga Przeciw Rasizmowi i Antysemityzmowi (LICRA) wezwała do antypolskich protestów, czemu publicznie sprzeciwił się Szalom Asz.

## Epilog
Po 12 czerwca sytuacja we Lwowie uległa uspokojeniu. Był to m.in. efekt działania sanacyjnej cenzury, która nie dopuściła do publikacji w endeckiej prasie artykułów, które mogłyby ponownie podgrzać społeczne nastroje.
22 lipca wniesiono akty oskarżenia przeciwko 32 uczestnikom zamieszek, w tym Teodorowi Parnickiemu. 27 osobom, które wzięły udział w napaści na gimnazjum przy ul. Zygmuntowskiej, postawiono zarzut dopuszczenia się „gwałtu publicznego”. Pięć pozostałych sądzono za odmowę rozejścia się na wezwanie policji. Pierwsza rozprawa sądowa odbyła się w połowie sierpnia. Ostatecznie władze zdecydowały się jednak zrezygnować z ukarania winnych, obawiając się, że endecja wykorzysta publiczny proces do prowadzenia intensywnej akcji propagandowej. Prawdopodobnie podobną postawę przyjęli liderzy żydowscy.
Mimo żądań młodzieży studenckiej władze sanacyjne nie zdymisjonowały starosty Klotza. Niemniej w sierpniu 1930 roku został odwołany ze Lwowa i skierowany do pracy w warszawskiej centrali MSW.
Endecja uznała „klocjadę” za swój polityczny sukces. Jeden z jej liderów, Tadeusz Bielecki, określił ją jako „pokrzepienie dla swoich, przestrogę dla wrogów”. Zdaniem Grzegorza Mazura od czasu wypadków lwowskich zaobserwować można postępującą radykalizację Młodzieży Wszechpolskiej, czy też szerzej młodego pokolenia ruchu narodowego. Był to również początek radykalnych akcji antysemickich, które organizacje narodowe organizowały na polskich uczelniach przez całe lata 30.
Pamięć o „klocjadzie” była jednym z czynników, które dziesięć lat później spowodowały rozłam w strukturach polskiej konspiracji podczas sowieckiej okupacji Lwowa. Powstały tam wtedy dwa konkurencyjne ośrodki Związku Walki Zbrojnej – jeden o orientacji prosanacyjnej, organizowany m.in. przez mjr. Aleksandra Klotza (starostę grodzkiego we Lwowie w latach 1928–1930), drugi kierowany przez przeciwników sanacji i zwolenników endecji, którego jeden z komendantów, mjr Emil Macieliński, był stryjem Adama Macielińskiego – jednego z czołowych liderów Młodzieży Wszechpolskiej, a zarazem jednego z przywódców zamieszek w czerwcu 1929 roku.